# Évariste Galois

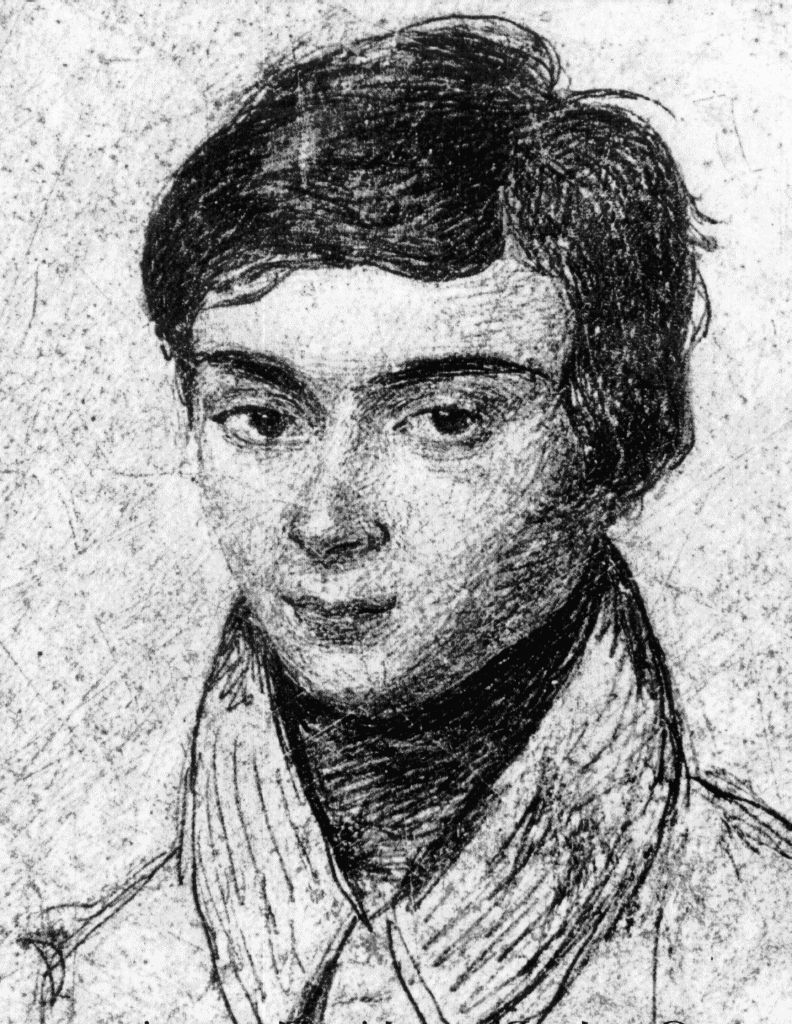
Évariste Galois

Évariste Galois (Bourg-la-Reine, 25 oktober 1811 – Parijs, 31 mei 1832) was een Frans wiskundige, de grondlegger van de groepentheorie.
Op twintigjarige leeftijd overleed hij aan de gevolgen van een duel. Galois had toen al een wiskundige theorie ontwikkeld, die nu zeer algemeen wordt toegepast en die de geschiedenis is ingegaan als de Galoistheorie. Over zijn leven zijn vele boeken geschreven. In veel daarvan worden de gebeurtenissen enigszins overdreven en geromantiseerd. Desondanks is het leven van Galois een interessante, maar tragische episode uit de geschiedenis van de wiskunde.

## Biografie
Galois werd geboren als kind van Nicolas-Gabriel Galois en Adélaïde Marie Demante. Hij had één oudere zus, Nathalie-Théodore en een jongere broer, Alfred. Zijn ouders kwamen beiden uit welgestelde families en waren ook hoog opgeleid. De eerste twaalf jaar van zijn leven kreeg Évariste thuis les van zijn moeder - er was toen nog geen schoolplicht - die hem voornamelijk Grieks, Latijn en godsdienst leerde.
De ouders van Galois waren verwoede republikeinen en grote aanhangers van de ideeën van de Franse Revolutie en van Napoleon. Nicolas Galois was burgemeester van Bourg-la-Reine tijdens de Honderd Dagen.
Napoleon werd echter verslagen en na de machtsovername van Lodewijk XVIII, die zich in zeer korte tijd impopulair maakte, werd Nicolas Galois herkozen tot burgemeester, wat hij gedurende veertien jaar zou blijven. Hij was schooldirecteur van beroep.

### Naar school
Toen Galois 12 jaar oud was, stuurden zijn ouders hem naar het prestigieuze collège royal de Louis le Grand (voorheen en ook nadien Lycée Louis-le-Grand) in Parijs. De school, genoemd naar koning Lodewijk XIV, had een goede naam op onderwijskundig gebied, maar de school stond ook bekend als een kweekvijver voor rebellie. Dit ondanks het strenge regime: overtreding van de schoolregels werd meestal bestraft met een verblijf van enkele dagen in de cellen, waarvan de school er twaalf bezat. Zelfs op de meest simpele vergrijpen stond een celstraf; bijvoorbeeld op het breken van een bord of te veel draaien in bed.
Galois was een goede leerling en was nog niet zo geïnteresseerd in politiek. Hij deed dan ook niet mee aan de opstandjes binnen school, zoals die regelmatig uitbraken. Hij won tijdens zijn eerste jaren op school diverse eerste prijzen; het was gebruikelijk om aan de beste leerling een prijs toe te kennen. Desondanks moest hij op een gegeven moment een jaar overdoen, wegens een onvoldoende voor retoriek.
Hierdoor begon Galois zich op school erg te vervelen, maar daar kwam verandering in toen hij wiskunde kreeg. Hij bleek een opmerkelijk talent voor wiskunde te bezitten. Zijn schoolwiskundeboeken las hij alsof het leesboeken waren en al op zijn vijftiende las hij werken, bedoeld voor professionele wiskundigen. Zijn talenten werden echter door het grootste deel van zijn leraren niet onderkend. Galois was slechts in wiskunde geïnteresseerd en Thillaye, zijn natuurkundeleraar, vatte zijn houding ooit kort maar veelzeggend samen met "studeert nooit".
In juni 1828 deed Galois (toen 16 jaar) toelatingsexamen voor de École Polytechnique. Deze school, opgericht in 1794, was de meest prestigieuze instelling voor wetenschappelijk onderzoek van Frankrijk en waarschijnlijk zelfs van heel Europa. Galois zakte echter voor dit examen.

### Eerste artikel
In 1829 publiceerde Galois op aanraden van zijn leraar, de heer Richard, een eerste artikel over kettingbreuken in Annales de Mathématiques. De auteur werd hier omschreven als "leerling van het Lycée Louis-le-Grand", zeer uitzonderlijk voor een wetenschappelijk tijdschrift.
In het begin van de negentiende eeuw werden er grote vorderingen gemaakt in het onderzoek naar veeltermvergelijkingen. Sinds de Babyloniërs was bekend dat een tweedegraadsvergelijking met de wortelformule opgelost kan worden. Galois deed veel onderzoek naar het bepalen van de oplosbaarheid van de hogeregraadsvergelijkingen. Hij was waarschijnlijk wel bekend met Abels stelling over de onoplosbaarheid van de algemene vijfdegraadsvergelijking, maar niet met het meeste van diens overige werk. Hun beider resultaten vertonen dan ook veel overlappende studies.
In zijn persoonlijk leven kreeg Galois die zomer een grote tegenslag te verwerken. Begin 1829 werd in Bourg-la-Reine een conservatieve priester aangesteld. Deze sloot een verbond met een conservatief lid van het plaatselijk bestuur, die ook niet gelukkig was met de liberale burgemeester (Galois sr.). Ze lieten kwaadwillige brieven circuleren en ondertekenden deze met Nicolas-Gabriel Galois. Er brak een schandaal uit en de burgemeester moest zijn ambt neerleggen. Hij vertrok naar Parijs, maar kon de situatie niet verdragen en pleegde op 2 juli van dat jaar zelfmoord.
Nog diezelfde maand deed Galois voor de tweede en laatste keer toelatingsexamen voor de École Polytechnique. Galois zakte, deels omdat hij nog niet over zijn vaders dood heen was, deels ook omdat hij zijn wiskundige ideeën niet onder woorden kon brengen. Hierdoor kon hij niet naar de École Polytechnique, waarmee een kans op een wetenschappelijke carrière zeer klein werd.
Galois besloot naar de École Préparatoire te gaan. Na twee jaar École Préparatoire kon men les gaan geven aan een middelbare school. Galois moest om toegelaten te worden eerst examen doen aan het Lycée Louis-le-Grand, wat hem slechts met zeer veel moeite en met dank aan zijn wiskundige talenten lukte. In februari 1830 (18 jaar oud) begon hij dan maar zijn studie aan de École Préparatoire. Hier raakte hij bevriend met Auguste Chevalier, die net als zijn broer Michèl een aanhanger was van het saint-simonisme. Beide broers hadden een grote politieke invloed op Galois.
In 1830 herschreef en verbeterde Galois zijn artikel, dat hij eerder aan Cauchy gestuurd had. De Franse wetenschappelijke academie had dat jaar namelijk een prijs uitgeloofd voor de beste wiskundige publicatie. Het artikel werd ter beoordeling meegenomen door Fourier, maar deze overleed plotseling op 16 mei van dat jaar. Na zijn dood werd het artikel niet meer teruggevonden, waardoor Galois de eerste prijs misliep. De prijs werd uiteindelijk toegekend aan Jacobi en postuum aan Abel.
In 1830 brak de Julirevolutie uit in Parijs. Karel X werd tot aftreden gedwongen, zijn plaats werd overgenomen door de liberalere hertog van Orléans, die onder de naam Louis Philippe koning van Frankrijk werd.
In tegenstelling tot de studenten van de École Polytechnique, die fanatiek aan de revolutie deelnamen, werden de studenten van de École Préparatoire door hun directeur Guigniault in de school opgesloten. Galois, die geïnspireerd door de broers Chevalier en door de laffe manier waarop zijn vader de dood in was gedreven, behoorlijk politiek geëngageerd was geworden, was woedend op Guigniault, zeker omdat deze later toch de kant van de revolutie koos toen dat in zijn voordeel bleek te zijn. Galois werd lid van de Nationale Garde, een militante republikeinse beweging, opgericht tijdens de Franse Revolutie. In december 1830 viel Galois (juist 19) in een open brief in de schoolkrant Guigniault aan en werd van school gestuurd.
Om aan de kost te komen organiseerde Galois lessen in hogere algebra. Deze waren een redelijk succes, hoewel het publiek in de loop van de tijd drastisch afnam. Ook publiceerde hij nog twee artikelen, de laatste die hij tijdens zijn leven zou publiceren: een wiskundig artikel in Annales de Mathématiques en een artikel over wetenschapsonderwijs in Gazette des Écoles. Tevens stuurde hij, op verzoek van Poisson, voor de derde keer zijn verhandeling over de oplosbaarheid van vergelijkingen naar de Franse Academie.
Begin 1831 werd de Nationale Garde verboden door koning Louis Philippe, die haar als bedreiging voor zijn regering zag. Negentien voorname leden van de Nationale Garde werden hierop gearresteerd. Galois was hier niet bij, maar wel enkele van zijn vrienden. Nadat de negentien in april door het Hof van Assisen waren vrijgesproken, vond in het restaurant les Vendanges de Bourgogne te Belleville op 9 mei 1831 een banket plaats met een 200-tal republikeinen, waaronder Galois.
Op een gegeven moment hief Galois, met een mes in zijn hand, het glas en riep: voor Louis Philippe! De volgende dag werd hij gearresteerd wegens het uiten van dreigementen aan het adres van de koning en op 15 juni werd hij voor de rechtbank geleid. Hier beweerde hij in werkelijkheid gezegd te hebben: Voor Louis Philippe, als hij ons bedriegt! Mede tot zijn eigen verbazing, want uit brieven is gebleken dat dat niet waar was, werd Galois vrijgesproken.

### Gevangenis
Op 14 juli, precies 42 jaar na de Franse Revolutie, deden de leden van de Nationale Garde mee aan een demonstratie, waar ze verschenen in hun verboden uniformen. Évariste Galois werd samen met zijn vriend Vincent Duchâtelet gearresteerd op de Pont Neuf. Op 23 oktober werd hij tot zes maanden gevangenisstraf veroordeeld en Duchâtelet tot drie maanden. Deze bracht hij door in de gevangenis Sainte Pélagie, in het zuiden van Parijs. Tijdens zijn gevangenschap ontving hij van Poisson de afwijzing van zijn artikel. Poisson schreef dat Galois zijn beweringen niet goed kon beargumenteren, maar stimuleerde hem meer werk op te sturen.
In maart 1832 werd Galois (20) overgeplaatst naar het ziekenhuis Sieur Faultier, wegens een cholera-epidemie die in Sainte Pélagie was uitgebroken. Hier ontmoette hij Stéphanie Poterin-Dumotel, de dochter van de plaatselijke arts. Hij werd verliefd op Stéphanie en begon fanatiek met haar te schrijven. Het is niet bekend of Stéphanie ooit verliefd op Galois is geweest, later was ze dat in ieder geval niet meer, zo bleek uit Galois' brieven.

### Duel
Kort na zijn vrijlating op 29 april woonde Galois een bijeenkomst van zijn republikeinse vrienden bij. Hier opperde Galois het idee om een duel in scène te zetten met L.D., zodat het leek alsof hij door zijn politieke tegenstanders de dood in was gedreven. Hoewel zijn vrienden het geen goed idee vonden, vond het duel uiteindelijk toch plaats. Galois werd in zijn buik geraakt en overleed de volgende dag in het Parijse ziekenhuis Hôpital Cochin op slechts 20-jarige leeftijd. Op zijn sterfbed weigerde hij zich door een priester bij te laten staan. Galois werd op 2 juni begraven op het Cimetière du Montparnasse. In de dagen na zijn begrafenis braken diverse republikeinse opstandjes uit.
Er zijn ook twee andere versies van het verhaal bekend, namelijk dat Galois een duel uitvocht om Stéphanie of dat hij zich inderdaad gedwongen voelde tot een duel met een politiek tegenstander. Dit is echter onwaarschijnlijk want in brieven aan vrienden, die hij in de week voor zijn dood schreef, sprak hij over een zekere dood. Bij een echt duel zou dit lang niet zeker geweest zijn.
Hoe dan ook, de avond voor het duel schreef hij een lange brief aan Auguste Chevalier. Hierin vatte hij kort zijn wiskundige resultaten samen en sloot ze af met de woorden: vraag Jacobi en Gauss hun mening, niet over de waarheid, maar naar de waarde van deze stellingen. Deze brief is legendarisch geworden, mede door de woorden Dit voorbeeld is nog niet volledig. Ik heb echter geen tijd. Deze zouden aanleiding hebben gegeven tot de legende als zou Galois het duel verloren hebben omdat hij de gehele nacht ervoor bezig was geweest met het opschrijven van zijn wiskundige resultaten - zodat hij tijdens het duel te moe was.
Na Galois' dood duurde het nog jaren voor hij erkend werd als een groot wiskundige. Pas in 1846 publiceerde Joseph Liouville Galois' beroemde verhandeling over de oplosbaarheid van vergelijkingen. Alhoewel Chevalier en Galois' broer Alfred zijn verhandeling naar Gauss en Jacobi gestuurd hebben, is er nergens enig commentaar in hun publicaties terug te vinden.

## Inspiratie voor de Galoistheorie
Galois raakte geïnteresseerd in de algemene oplossing van n-degraadsvergelijkingen na het lezen van het werk ter zake door Joseph-Louis Lagrange, waarschijnlijk Réflexion sur la résolution algébrique des équations ("Overpeinzing van de algebraïsche oplossing van vergelijkingen") uit 1771. Dit omvangrijke werk, 220 bladzijden in de verzamelde werken, bespreekt de oplossing van tweede-, derde- en vierdegraadsvergelijkingen via de algemene techniek der resolventen en besteedt ook enige aandacht aan de vraag waarom die techniek niet werkt voor de algemene vijfdegraadsvergelijking.

## Oeuvre
- Manuscrits et papiers inédits de Galois, ed. J. Tannery (1906 en 1907)
- Oeuvres mathématiques (1951; bevat de editie van 1897 en een verhandeling van G. Verriest)
- Ecrits et mémoires mathématiques d'Evariste Galois (d. R. Bourgne et J.-P. Azra) (1962)

## Externe bron
- (en)  Israel Kleiner, A history of abstract algebra, hoofdstuk 8.3. pag 133-138, ISBN 978-0-8176-4684-4, 2007 zie hier